# Martin Thörnberg
Martin Thörnberg (* 6. August 1983 in Jönköping) ist ein schwedischer Eishockeyspieler, der zuletzt bei HV71 in der Svenska Hockeyligan unter Vertrag stand.

## Karriere
Martin Thörnberg begann seine Karriere als Eishockeyspieler in der Jugend des HV71, für dessen Profiteam er in der Saison 2002/03 sein Debüt in der Elitserien gab. In der folgenden Spielzeit wurde der Angreifer Stammspieler und gewann erstmals in seiner Laufbahn den Schwedischen Meistertitel. Mit seiner Mannschaft wurde er 2008 ein zweites Mal Meister. Daraufhin qualifizierte sich Jönköping für die neugegründete Champions Hockey League, in der er in allen vier Gruppenspielen auf dem Eis stand und zwei Tore erzielte. In der Saison 2008/09 erreichte Thörnberg mit HV71 erneut die Finalserie in der Elitserien, in der er mit seinem Team dem Gegner Färjestad BK unterlag.
Im April 2011 wurde er von Torpedo Nischni Nowgorod aus der Kontinentalen Hockey-Liga unter Vertrag genommen und absolvierte in den folgenden zwei Spieljahren 114 KHL-Partien für den Klub, in denen er 86 Scorerpunkte sammelte. Anschließend wechselte er innerhalb der Liga zum HC Lev Prag und erreichte mit dem HC Lev 2014 das Playoff-Finale. Nach dem Rückzug des Vereins aus der KHL wechselte Thörnberg zusammen mit Mannschaftskapitän Jiří Novotný zu Lokomotive Jaroslawl.
Nach vier Jahren in der KHL kehrte er im Mai 2015 zu seinem Heimatverein HV1 zurück. In den folgenden fünf Jahren agierte er beim HV71 als Mannschaftskapitän und Assistenzkapitän und absolvierte über 200 SHL-Spiele für den Klub, ehe er diesem nach der Saison 2019/20 verließ.

### International
Für Schweden nahm Thörnberg an den Weltmeisterschaften 2007, 2009 und 2011 teil, wobei er 2009 mit seiner Mannschaft die Bronze- und 2011 die Silbermedaille gewann. Bei der Weltmeisterschaft 2013 in Stockholm und Helsinki war er erneut Teil der Nationalmannschaft und gewann mit dieser die Goldmedaille.

## Erfolge und Auszeichnungen
| - 2004 Schwedischer Meister mit HV71 - 2008 Schwedischer Meister mit HV71 - 2009 Schwedischer Vizemeister mit HV71 | - 2010 Schwedischer Meister mit HV71 - 2017 Rinkens riddare |

### International
- 2009 Bronzemedaille bei der Weltmeisterschaft
- 2011 Silbermedaille bei der Weltmeisterschaft
- 2013 Goldmedaille bei der Weltmeisterschaft